# Sadovo, Blagoevgrad
Sadovo (în bulgară Садово) este un sat în comuna Hadjidimovo, regiunea Blagoevgrad,  Bulgaria. 

## Demografie
Componența etnică a satului Sadovo
     Bulgari (97,37%)
     Nicio identificare (1,9%)
     Altele (0,71%)
La recensământul din 2011, populația satului Sadovo era de 419 locuitori. Din punct de vedere etnic, majoritatea locuitorilor (97,37%) erau bulgari. Pentru 1,9% din locuitori nu este cunoscută apartenența etnică.